# Генріх Береска
Генрик Береска (пол. Henryk Bereska; 17 травня 1926, Шопениці — 11 вересня 2005, Берлін) — польський поет, перекладач польської літератури на німецьку мову.

## Життєпис
Генрик Береска походив із родини робітничого класу. Народився в Шопеницях (нині район Катовиць). У вересні 1939 року був польським розвідником. У 1944 році його відправили до Люфтваффе, а потім Генрик потрапив до американського полону. Після війни він не погодився співпрацювати зі Службою Безпеки, і, відчуваючи загрозу, втік через зелений кордон до Німеччини, де спочатку працював різноробочим у сільському господарстві.
Після створення НДР Генрик Береска оселився у Східному Берліні. Він закінчив середню школу, а потім вивчав німецьку та слов'янську мови в університеті Гумбольдта. Після закінчення університету працював редактором видавництва «Ауфбау-Верлаг», до 1955 року. У його квартирі в Берліні вікна були звернені до Берлінської стіни, і хоча їх пізніше замурували, Генрик все ще почув постріли, здійснені при спробі втекти на Захід. Тому він почав працювати вдома перекладачем в іншому місці — в літньому будинку в Кольберзі (громада Гайдезе в Нижній Лужиці).
Там він перекладав польську літературу, писав вірші та політичні афоризми. Загалом переклав понад 200 книг німецькою мовою. У 1980-х роках почав публікувати власні літературні твори. Генрик Береска перекладав на німецьку мову таких авторів, як: Ян Кохановський, Ярослав Івашкевич, Єжи Анджевський, Станіслав Виспянський, Ципріан Каміль Норвід та Тадеуш Ружевич. Він писав переклади вручну, а дружина Гільда набирала їх на машинці.
10 березня 2002 року Береска отримав почесний докторський ступінь у Вроцлавському університеті. У травні 2005 року відзначений премією «Трансатлантик» від Інституту книги.

## Ланки
- Інформація про Генріха Береску в Gazeta Wyborcza [Архівовано 21 вересня 2019 у Wayback Machine.]
- Odeszli — Gazeta.pl [Архівовано 21 вересня 2019 у Wayback Machine.] (пол.)